# Nessaea thalia
Nessaea thalia är en fjärilsart som beskrevs av Rudolf Bargmann 1928. Nessaea thalia ingår i släktet Nessaea och familjen praktfjärilar. Inga underarter finns listade i Catalogue of Life.